# Groot gaffeltandmos
Groot gaffeltandmos (Dicranum majus)  is een mossoort die behoort tot de familie Dicranaceae. Het is inheems op het noordelijk halfrond. Het leeft epifytisch, terrestrisch en komt veel voor op dood hout.

## Determinatie
Groot gaffeltandmos is een forse soort met lange, sterk gebogen blaadjes. De blad is lancet- tot priemvormig, meestal gekromd en soms gegolfd. De bladrand is bij de top duidelijk rondom gezaagd. De kapselsteel is rood van kleur en aan de basis verlopend naar geel. Het sporendoosje gebogen en cilindrisch.
Fors ontwikkelde exemplaren van gewoon gaffeltandmos (Dicranum scoparium) lijken soms als twee druppels water op groot gaffeltandmos.

## Verspreiding
Het is inheems op het noordelijk halfrond.
In Nederland is groot gaffeltandmos zeldzaam.

## Foto's

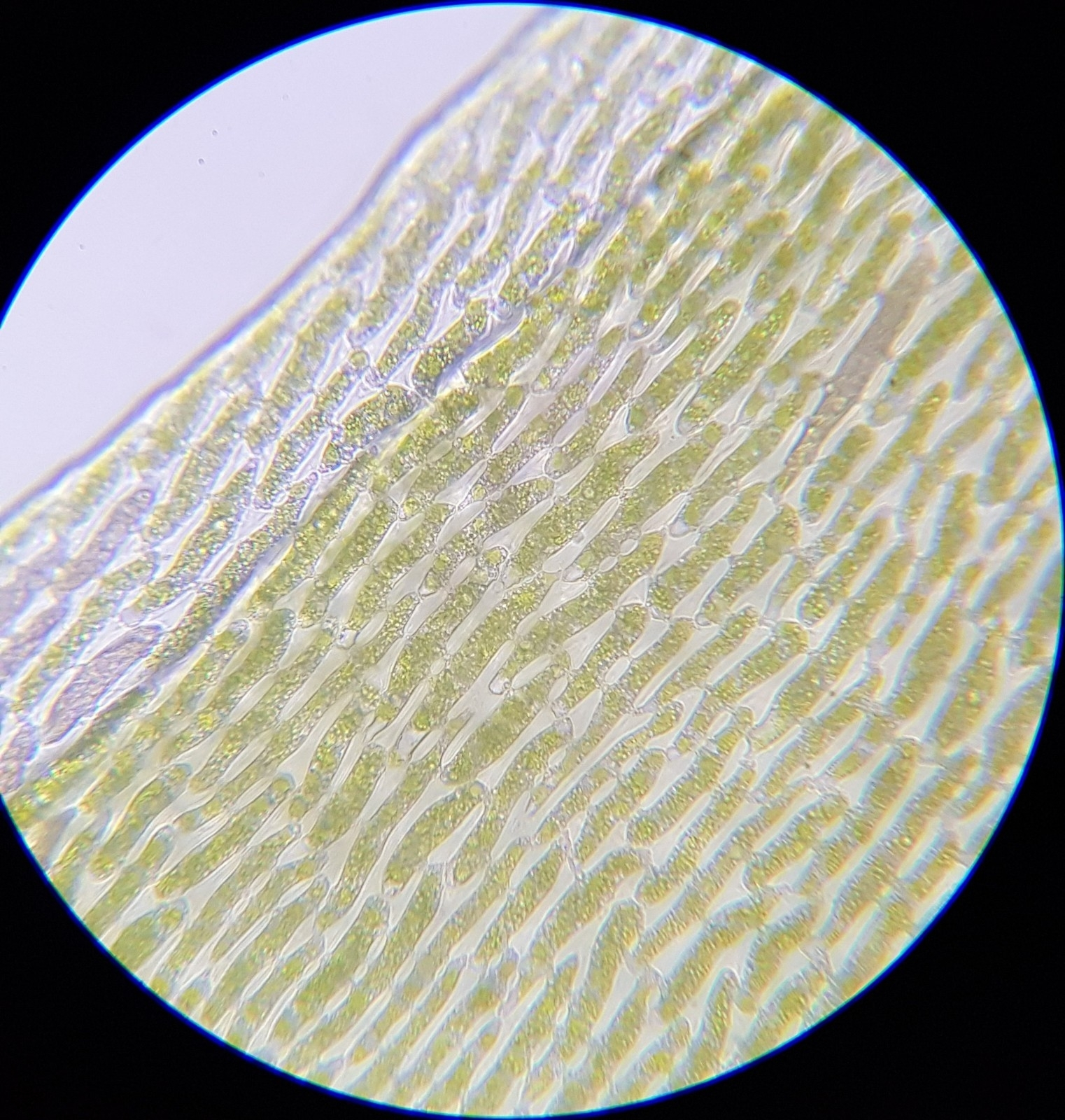
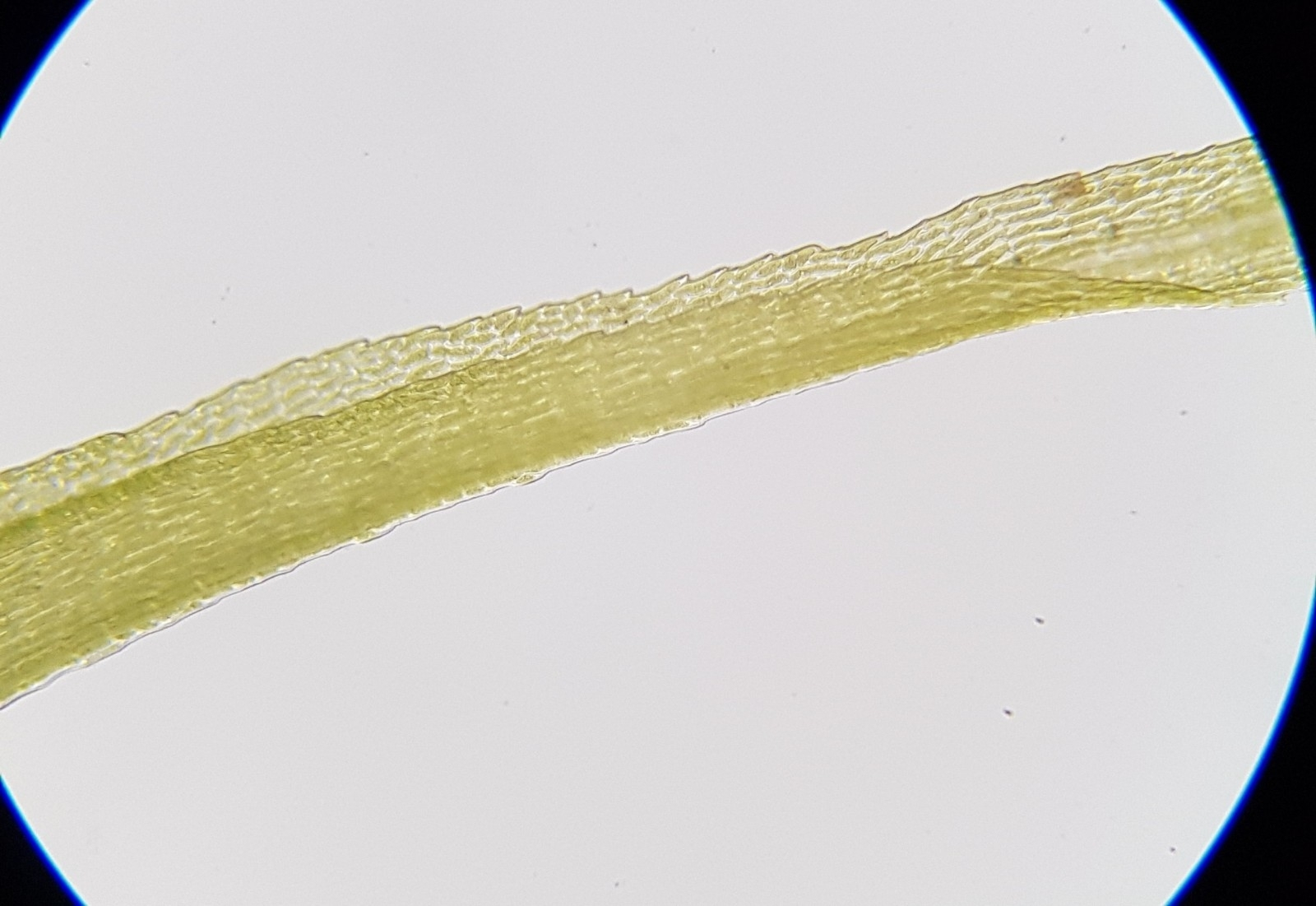
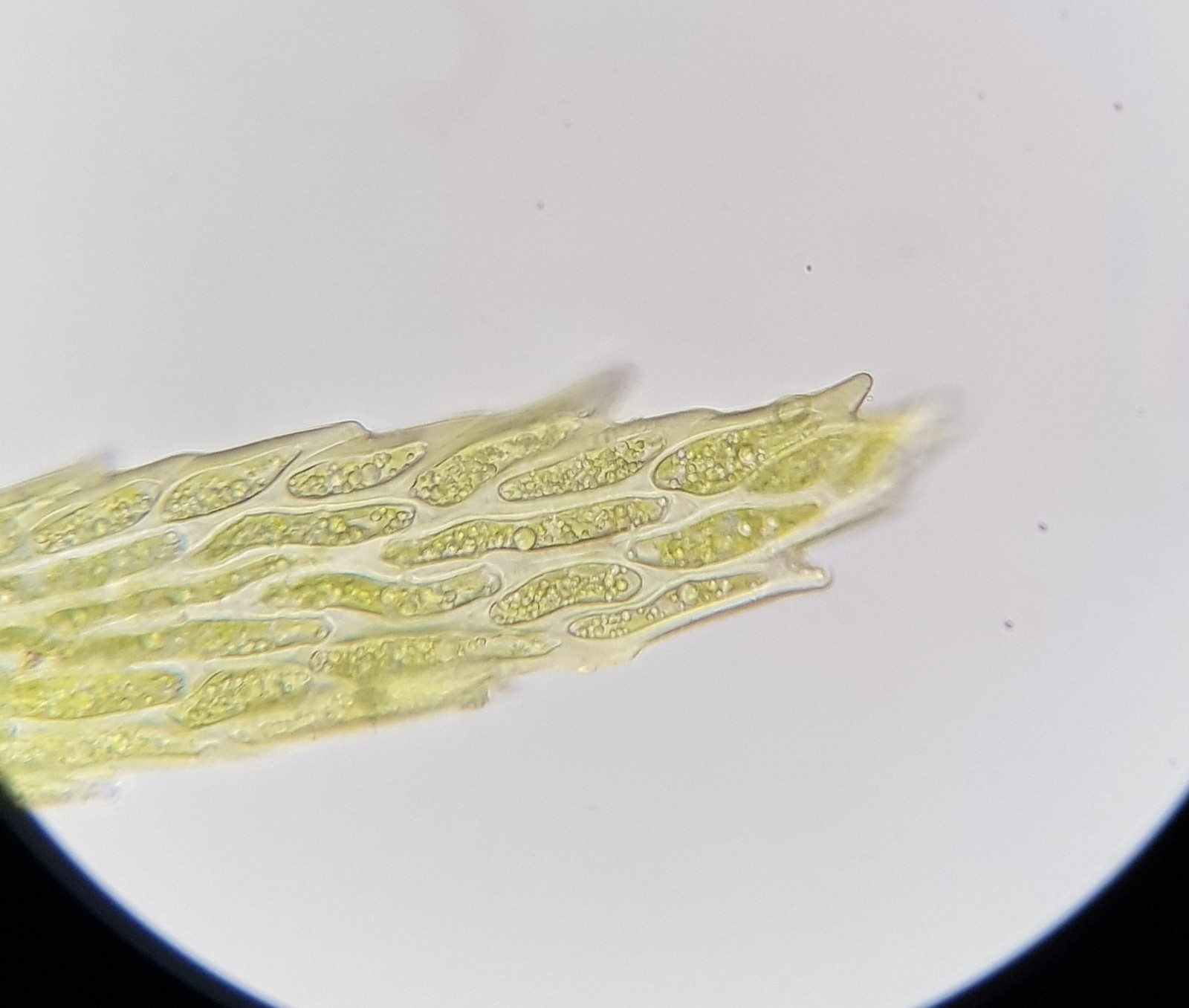
Bladtop